# 和洛航天中心
和洛航天中心是越南计划建设中的一处航天基地。

## 簡介
和洛航天中心位置距离首都河内市30公里。2006年越南政府投资3.5亿美元用于这所航天中心的建设，初步预定于2017年竣工；那时它将成为越南的第一所航天中心，对越南的航天事业意味深远。目前和洛附近被城市规划部门定为“和洛高科技园区”，和洛航天中心将建在园区内。越南科技学院、航天技术研究所将与日本的宇宙航空研究開發機構（JAXA）和贸易振兴会合作建设和洛航天中心；完工后，越日双方将在此中心携手制造一颗小型遥感卫星。